# Rijksbeschermd gezicht Loon
Gezicht Loon is een van rijkswege beschermd dorpsgezicht in Loon ten zuiden van Waalre-dorp in de Nederlandse provincie Noord-Brabant. De procedure voor aanwijzing werd gestart op 15 juli 1968. Het gebied werd op 24 juni 1971 definitief aangewezen. Het beschermd gezicht beslaat een oppervlakte van 48,4 hectare.
Panden die binnen een beschermd gezicht vallen krijgen niet automatisch de status van beschermd monument. Wel zal de gemeente het bestemmingsplan aanpassen om nieuwe ontwikkelingen in het gebied te reguleren. De gezichtsbescherming richt zich op de stedenbouwkundige en cultuurhistorische waardering van een gebied en wil het toekomstig functioneren daarvan veiligstellen.